# Baldwin Gall (biskup kruszwicki)
Baldwin Gall (ur. ?, zm. 1128) – biskup kruszwicki.
Kronika Jana Długosza wskazuje, że był biskupem kruszwickim w latach 1111–1128. Został pochowany w katedrze kruszwickiej.